# Trachycystis szaferi
Trachycystis szaferi là một loài Rêu trong họ Mniaceae. Loài này được Szafran mô tả khoa học đầu tiên năm 1950.